# Gouvernement Paasch II
Pour les articles homonymes, voir Gouvernement Paasch.
Paasch II est le nom du gouvernement de la Communauté germanophone de Belgique formé par une coalition tripartite, associant le parti communautaire ProDG, la famille socialiste et libérale.
Ce gouvernement a été institué à la suite des élections régionales et communautaires du 26 mai 2019 et succède au Gouvernement Paasch I.

## Composition du Gouvernement
La répartition des compétences au sein du gouvernement est ainsi partagée entre ses membres :
| Fonction | Titulaire | Titulaire                                                  | Parti |
| --- | --------- | ---------------------------------------------------------- | ----- |
| Ministre-président Ministre des Pouvoirs locaux et des Finances                                                      |           | Oliver Paasch                                              | ProDG |
| Vice ministre-président Ministre de la Santé et des Affaires sociales, de l'Aménagement du territoire et du Logement |           | Antonios Antoniadis                                        | SP    |
| Ministre de la Culture et du Sport, de l'Emploi et des Médias                                                        |           | Isabelle Weykmans                                          | PFF   |
| Ministre de la Formation, de la Recherche et de l'Éducation                                                          |           | Harald Mollers (2019-2020) Lydia Klinkenberg (depuis 2020) | ProDG |